# Dario Melnjak
Dario Meljnak, né le 31 octobre 1992 à Varaždin, est un footballeur international croate. Il évolue actuellement au Hajduk Split comme arrière gauche.

## Biographie
Le 11 juin 2019, Melnjak honore sa première sélection avec l'équipe de Croatie lors d'une défaite 1-2 contre la Tunisie en amical.

## Palmarès
Hajduk Split
- Vainqueur de la Coupe de Croatie en 2022.